# Pajala
Pajala è una cittadina (tätort) della Svezia settentrionale, situata nella contea di Norrbotten; è il capoluogo amministrativo della municipalità omonima.

## Storia
A metà del XIX secolo, Lars Levi Læstadius viveva e lavorava nella municipalità di Pajala; più precisamente, il suo luogo di residenza era Kengis. Nel 1869 la sua casa, la tomba e l'intera chiesa di Kengis vennero trasferiti a Pajala.
La città venne erroneamente bombardata dall'aviazione sovietica durante la Guerra d'inverno finnico-russa, nella primavera del 1940. Sette aerei sganciarono un totale di 134 bombe, una combinazione di esplosivo e bombe incendiarie. L'attacco aereo causò la distruzione di sei edifici e gravi danni alle linee telefoniche e alle strade. Non si registrarono perdite umane, sebbene due persone rimasero leggermente ferite. Successivamente, gli ufficiali sovietici ispezionarono i danni e l'Unione Sovietica risarcì la cittadina.